# Hesperolinon serpentinum
Hesperolinon serpentinum är en linväxtart som beskrevs av Mccarten. Hesperolinon serpentinum ingår i släktet Hesperolinon och familjen linväxter. Inga underarter finns listade i Catalogue of Life.